# Elecciones generales de Japón de 1960
Las elecciones generales se celebraron en Japón el 20 de noviembre de 1960. El resultado fue una victoria para el Partido Liberal Democrático, el cual ganó 296 de los 467 asientos.

## Resultados
|  | 57.56 % |

|  | 27.56 % |

|  | 8.77 % |

|  | 2.93 % |

|  | 0.36 % |

|  | 2.83 % |

|  | 98.96 % |

|  | 1.04 % |

|  | 100.00 % |

|  | 73.51 % |